# Dentatherina merceri
Dentatherina merceri ist ein kleiner Meeresfisch, der von den Philippinen über die Molukken und Neuguinea bis zu den Trobriand-Inseln und zur Küste des nordöstlichen Australiens vorkommt. 

## Merkmale
Dentatherina merceri ist schlank und erreicht eine Länge von 5 cm. Zwei Rückenflossen sind deutlich getrennt, zwischen ihnen liegen 8 bis 12 Rückenschuppen. Die erste Rückenflosse wird von 5 bis 8 Flossenstrahlen gestützt, die zweite von 12 bis 14 Weichstrahlen. Die Afterflosse, die der zweiten Rückenflosse symmetrisch gegenübersteht, wird von einem Flossenstachel und 14 bis 16 Weichstrahlen gestützt. Der Schwanzflossenstiel ist sehr schlank. In einer mittleren Schuppenlängsreihe zählt man 40 bis 43 Schuppen, 7 bis 9 in einer Querreihe. Die Anzahl der Branchiostegalstrahlen liegt bei 5.
Das Parasphenoid besitzt große seitliche Auswüchse, die bis unter die Augenhöhlen reichen. Das Maxillare hat vorne eine spatenförmige Verlängerung, das Prämaxillare (Zwischenkieferknochen) einen nach unten gerichteten Fortsatz. Ein lippenseitiges, vor den Zähnen liegendes Band entlang dem halben Prämaxillare formt einen zylindrischen Beutel, der sich knapp unterhalb der Kante des Zwischenkiefers bis zum Ramus der Dentale erstreckt.

## Lebensweise
Er lebt neritisch in den gut durchlichteten Flachwasserzonen rund um Inseln und über Korallenriffen. Abgesehen von der Larvalentwicklung ist die Biologie der Art weitgehend unbekannt. Wahrscheinlich ist sie eine bedeutende Nahrungsquelle für größere Arten.

## Systematik
Dentatherina merceri ist die einzige Art der Gattung Dentatherina und der Unterfamilie Dentatherininae. Er wurde von den Autoren der Erstbeschreibung zunächst den Altweltlichen Ährenfischen (Atherinidae) zugeordnet, dann aber als Schwesterart der Kehlphallusfische (Phallostethidae) erkannt. Fishbase ordnet die Art heute in eine eigene Familie, die Dentatherinidae ein, Joseph S. Nelson, Autor des Standardwerks Fishes of the World, stellt die Unterfamilie Dentatherininae in die Phallostethidae und macht somit die Kehlphallusfische, jetzt Phallostethinae, zu einer Unterfamilie der Phallostethidae.